# La Tortue et les Deux Canards
La Tortue et les Deux Canards est la deuxième fable du livre X de Jean de La Fontaine situé dans le second recueil des Fables de La Fontaine, édité pour la première fois en 1678.

## Texte
Une Tortue était, à la tête légère,

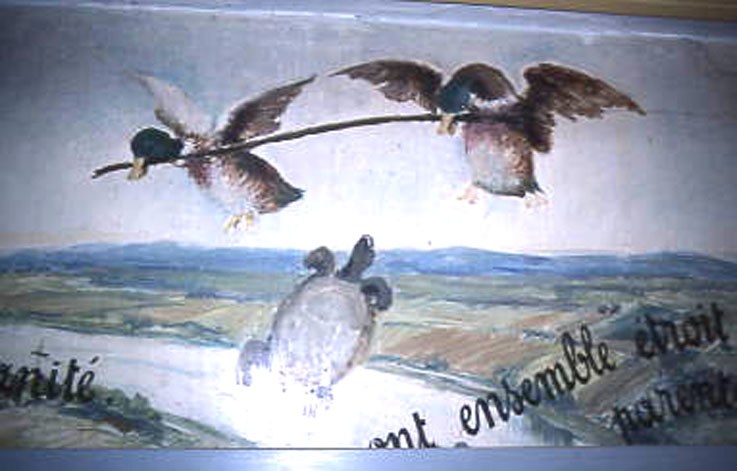
Peinture murale du groupe scolaire Jules Ferry à Conflans-Sainte-Honorine réalisée en 1936 par un peintre inconnu

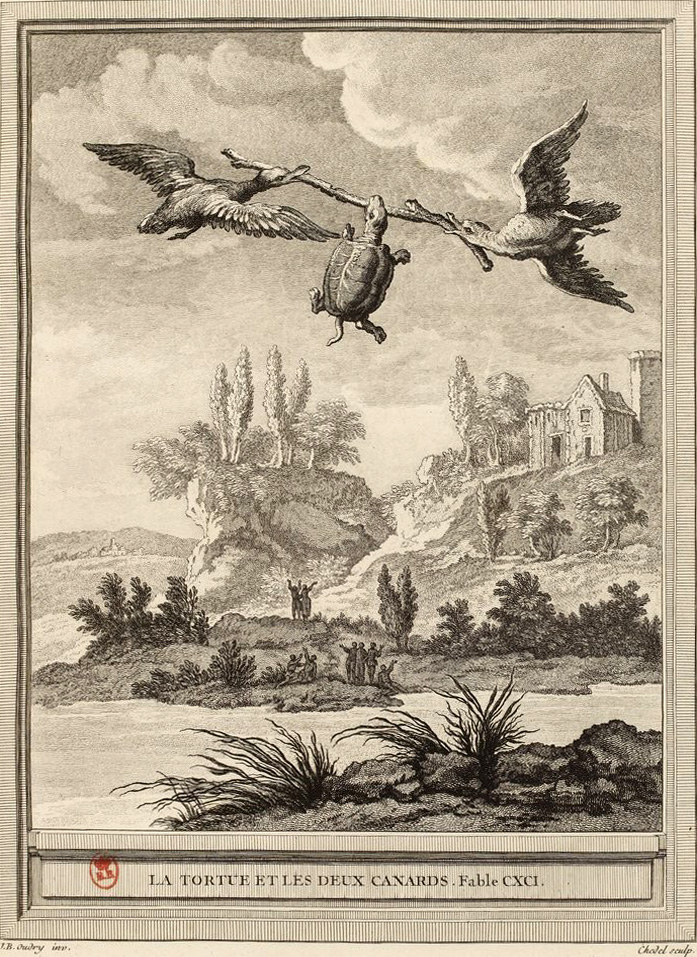
Gravure de Pierre Quentin Chedel d'après un dessin de Jean-Baptiste Oudry, édition Desaint & Saillant de 1755-1759

Qui, lasse de son trou, voulut voir le pays,

Volontiers on fait cas d’une terre étrangère :

Volontiers gens boiteux haïssent le logis.

Deux Canards à qui la commère

Communiqua ce beau dessein,

Lui dirent qu’ils avaient de quoi la satisfaire :

Voyez-vous ce large chemin ?

Nous vous voiturerons, par l’air, en Amérique,

Vous verrez mainte République,

Maint Royaume, maint peuple, et vous profiterez

Des différentes mœurs que vous remarquerez.

Ulysse en fit autant. On ne s’attendait guère

De voir Ulysse en cette affaire.

La Tortue écouta la proposition.

Marché fait, les oiseaux forgent une machine

Pour transporter la pèlerine.

Dans la gueule en travers on lui passe un bâton.

Serrez bien, dirent-ils ; gardez de lâcher prise.

Puis chaque Canard prend ce bâton par un bout.

La Tortue enlevée on s’étonne partout

De voir aller en cette guise

L’animal lent et sa maison,

Justement au milieu de l’un et l’autre Oison.

Miracle, criait-on. Venez voir dans les nues

Passer la Reine des Tortues.

– La Reine. Vraiment oui. Je la suis en effet ;

Ne vous en moquez point. Elle eût beaucoup mieux fait

De passer son chemin sans dire aucune chose ;

Car lâchant le bâton en desserrant les dents,

Elle tombe, elle crève aux pieds des regardants.

Son indiscrétion de sa perte fut cause.

Imprudence, babil, et sotte vanité,

Et vaine curiosité,

Ont ensemble étroit parentage.

Ce sont enfants tous d’un lignage.
— Jean de La Fontaine, Fables de La Fontaine, La Tortue et les Deux Canards, texte établi par Jean-Pierre Collinet, Fables, contes et nouvelles, Gallimard, « Bibliothèque de la Pléiade », 1991, p. 396